# Lutas nos Jogos Olímpicos de Verão de 1996
As lutas nos Jogos Olímpicos de Verão de 1996 foram realizadas em Atlanta, com vinte eventos disputados, sendo dez categorias de luta greco-romana e dez categorias de luta livre.

## Eventos da luta
Luta livre: até 48 kg | 48-52 kg | 52-57 kg | 57-62 kg | 62-68 kg | 68-74 kg | 74-82 kg | 82-90 kg | 90-100 kg | 100-130 kg 

Luta greco-romana: até 48 kg | 48-52 kg | 52-57 kg | 57-62 kg | 62-68 kg | 68-74 kg | 74-82 kg | 82-90 kg | 90-100 kg | 100-130 kg

## Luta livre

### Luta livre - até 48 kg
| Pos. | País                  | Atletas          |
| ---- | --------------------- | ---------------- |
|      | Coreia do Norte (PRK) | Kim Il           |
|      | Armênia (ARM)         | Armen Mkertchian |
|      | Cuba (CUB)            | Alexis Vila      |

### Luta livre - 48-52 kg
| Pos. | País              | Atletas           |
| ---- | ----------------- | ----------------- |
|      | Bulgária (BUL)    | Valentin Yordanov |
|      | Azerbaijão (AZE)  | Namik Abdullayev  |
|      | Cazaquistão (KAZ) | Maulen Mamyrov    |

### Luta livre - 52-57 kg
| Pos. | País                  | Atletas         |
| ---- | --------------------- | --------------- |
|      | Estados Unidos (USA)  | Kendall Cross   |
|      | Canadá (CAN)          | Giuvi Sissaouri |
|      | Coreia do Norte (PRK) | Ri Yong Sam     |

### Luta livre - 57-62 kg
| Pos. | País                 | Atletas        |
| ---- | -------------------- | -------------- |
|      | Estados Unidos (USA) | Tom Brands     |
|      | Coreia do Sul (KOR)  | Jang Jae-Sung  |
|      | Ucrânia (UKR)        | Elbrus Tedeyev |

### Luta livre - 62-68 kg
| Pos. | País                 | Atletas           |
| ---- | -------------------- | ----------------- |
|      | Rússia (RUS)         | Vadim Bogiyev     |
|      | Estados Unidos (USA) | Townsend Saunders |
|      | Ucrânia (UKR)        | Zaza Zazirov      |

### Luta livre - 68-74 kg
| Pos. | País                | Atletas          |
| ---- | ------------------- | ---------------- |
|      | Rússia (RUS)        | Buvaisar Saitiev |
|      | Coreia do Sul (KOR) | Park Jang-Soon   |
|      | Japão (JPN)         | Takuya Ota       |

### Luta livre - 74-82 kg
| Pos. | País                | Atletas                  |
| ---- | ------------------- | ------------------------ |
|      | Rússia (RUS)        | Khadzhimurad Magomedov   |
|      | Coreia do Sul (KOR) | Yang Hyun-Mo             |
|      | Irã (IRI)           | Amir Reza Khadem Azghadi |

### Luta livre - 82-90 kg
| Pos. | País          | Atletas              |
| ---- | ------------- | -------------------- |
|      | Irã (IRI)     | Rasul Khadem Azghadi |
|      | Rússia (RUS)  | Makharbek Khadartsev |
|      | Geórgia (GEO) | Eldari Kurtandidze   |

### Luta livre - 90-100 kg
| Pos. | País                 | Atletas        |
| ---- | -------------------- | -------------- |
|      | Estados Unidos (USA) | Kurt Angle     |
|      | Irã (IRI)            | Abbas Jadidi   |
|      | Alemanha (GER)       | Arawat Sabejew |

### Luta livre - 100-130 kg
| Pos. | País                 | Atletas           |
| ---- | -------------------- | ----------------- |
|      | Turquia (TUR)        | Mahmut Demir      |
|      | Bielorrússia (BLR)   | Aleksey Medvedev  |
|      | Estados Unidos (USA) | Bruce Baumgartner |

## Luta greco-romana

### Luta greco-romana - até 48 kg
| Pos. | País                | Atletas          |
| ---- | ------------------- | ---------------- |
|      | Coreia do Sul (KOR) | Sim Kwon-Ho      |
|      | Bielorrússia (BLR)  | Aleksandr Pavlov |
|      | Rússia (RUS)        | Zafar Gulyov     |

### Luta greco-romana - 48-52 kg
| Pos. | País                 | Atletas            |
| ---- | -------------------- | ------------------ |
|      | Armênia (ARM)        | Armen Nazaryan     |
|      | Estados Unidos (USA) | Brandon Paulson    |
|      | Ucrânia (UKR)        | Andriy Kalashnikov |

### Luta greco-romana - 52-57 kg
| Pos. | País                 | Atletas           |
| ---- | -------------------- | ----------------- |
|      | Cazaquistão (KAZ)    | Yuriy Melnichenko |
|      | Estados Unidos (USA) | Dennis Hall       |
|      | China (CHN)          | Sheng Zetian      |

### Luta greco-romana - 57-62 kg
| Pos. | País          | Atletas              |
| ---- | ------------- | -------------------- |
|      | Polônia (POL) | Włodzimierz Zawadzki |
|      | Cuba (CUB)    | Juan Marén Delis     |
|      | Turquia (TUR) | Mehmet Akif Pirim    |

### Luta greco-romana - 62-68 kg
| Pos. | País          | Atletas             |
| ---- | ------------- | ------------------- |
|      | Polônia (POL) | Ryszard Wolny       |
|      | França (FRA)  | Ghani Yalouz        |
|      | Rússia (RUS)  | Aleksandr Tretyakov |

### Luta greco-romana - 68-74 kg
| Pos. | País            | Atletas         |
| ---- | --------------- | --------------- |
|      | Cuba (CUB)      | Feliberto Ascuy |
|      | Finlândia (FIN) | Marko Asell     |
|      | Polônia (POL)   | Józef Tracz     |

### Luta greco-romana - 74-82 kg
| Pos. | País               | Atletas         |
| ---- | ------------------ | --------------- |
|      | Turquia (TUR)      | Hamza Yerlikaya |
|      | Alemanha (GER)     | Thomas Zander   |
|      | Bielorrússia (BLR) | Valeriy Tsilent |

### Luta greco-romana - 82-90 kg
| Pos. | País           | Atletas            |
| ---- | -------------- | ------------------ |
|      | Ucrânia (UKR)  | Vyacheslav Oleynyk |
|      | Polônia (POL)  | Jacek Fafiński     |
|      | Alemanha (GER) | Maik Bullmann      |

### Luta greco-romana - 90-100 kg
| Pos. | País               | Atletas          |
| ---- | ------------------ | ---------------- |
|      | Polônia (POL)      | Andrzej Wroński  |
|      | Bielorrússia (BLR) | Sergey Lishtvan  |
|      | Suécia (SWE)       | Mikael Ljungberg |

### Luta greco-romana - 100-130 kg
| Pos. | País                 | Atletas           |
| ---- | -------------------- | ----------------- |
|      | Rússia (RUS)         | Alexander Karelin |
|      | Estados Unidos (USA) | Matt Ghaffari     |
|      | Moldávia (MDA)       | Serguei Moureiko  |

## Quadro de medalhas da luta
| Ordem | País                | Medalha de ouro | Medalha de prata | Medalha de bronze | Total |
| ----- | ------------------- | --------------- | ---------------- | ----------------- | ----- |
| 1     | RUS Rússia          | 4               | 1                | 2                 | 7     |
| 2     | USA Estados Unidos  | 3               | 4                | 1                 | 8     |
| 3     | POL Polônia         | 3               | 1                | 1                 | 5     |
| 4     | TUR Turquia         | 2               | 0                | 1                 | 3     |
| 5     | KOR Coreia do Sul   | 1               | 3                | 0                 | 4     |
| 6     | CUB Cuba            | 1               | 1                | 1                 | 1     |
| 6     | IRI Irã             | 1               | 1                | 1                 | 1     |
| 8     | ARM Armênia         | 1               | 1                | 0                 | 2     |
| 9     | UKR Ucrânia         | 1               | 0                | 3                 | 4     |
| 10    | KAZ Cazaquistão     | 1               | 0                | 1                 | 2     |
| 10    | PRK Coreia do Norte | 1               | 0                | 1                 | 2     |
| 12    | BUL Bulgária        | 1               | 0                | 0                 | 1     |
| 13    | BLR Bielorrússia    | 0               | 3                | 1                 | 4     |
| 14    | GER Alemanha        | 0               | 1                | 2                 | 3     |
| 15    | AZE Azerbaijão      | 0               | 1                | 0                 | 1     |
| 15    | CAN Canadá          | 0               | 1                | 0                 | 1     |
| 15    | FIN Finlândia       | 0               | 1                | 0                 | 1     |
| 15    | FRA França          | 0               | 1                | 0                 | 1     |
| 19    | CHN China           | 0               | 0                | 1                 | 1     |
| 19    | GEO Geórgia         | 0               | 0                | 1                 | 1     |
| 19    | JPN Japão           | 0               | 0                | 1                 | 1     |
| 19    | MDA Moldávia        | 0               | 0                | 1                 | 1     |
| 19    | SWE Suécia          | 0               | 0                | 1                 | 1     |